# Philip S. Goldberg
Philip S. Goldberg (ur. 1 sierpnia 1956 w Bostonie) – amerykański dyplomata, ambasador Stanów Zjednoczonych w Boliwii (2006–2008), na Filipinach (2013–2016), w Kolumbii (2019–2022) i Korei Południowej (2022–2025).

## Życiorys
Od 2001 do 2004 roku zastępował amerykańskiego ambasadora w Santiago. 14 sierpnia 2006 roku został mianowany na ambasadora Stanów Zjednoczonych w Boliwii, listy uwierzytelniające złożył 13 października tego samego roku. 10 września 2008 roku został uznany przez władze boliwijskie za persona non grata, misję dyplomatyczną oficjalnie zakończył cztery dni później. Goldberg pełnił następnie funkcję chargé d’affaires w Chile i na Kubie.
Od 18 listopada 2013 do 28 października 2016 roku przewodził amerykańskiej misji dyplomatycznej na Filipinach. 8 sierpnia 2019 roku objął funkcję ambasadora w Kolumbii, misję dyplomatyczną zakończył 1 czerwca 2022 roku. 12 lipca tego samego roku został ambasadorem w Korei Południowej, pełnił tę funkcję do stycznia 2025 roku.